# 이즈모리 료타
이즈모리 료타(일본어: 泉森 涼太, 1999년 7월 21일~)는 일본의 축구 선수이다.

## 구단 경력
그는 2022년 J3리그의 가고시마 유나이티드 FC에 입단했다. 2023년 J3리그 준우승으로 J2리그로 승격했다. 2025년 사간 도스로 이적했다.